# Lik Sang
Lik Sangは香港の企業、Pacific Game Technology (Holding) Limited によるオンラインショップ。輸入ゲームや関連商品の販売、情報提供を行っていた。サイト名は広東語で力生 (lik6 sang1)、「はつらつ」というほどの意味。日本を含め約100カ国に顧客がおり、この種のものではアジア最大級。

## 沿革

### MODチップ販売
Lik Sang は1998年に香港で起業し、当初は MODチップ の販売で知られた。2002年、ソニー、任天堂、マイクロソフトなどから訴えられ、香港における裁判で MODチップの販売中止を命じられた。MODチップそのものの合法性（いわゆる技術的保護手段の回避に当たるか）は地域によって判断が異なり、例えばオーストラリアでは合法であるが、裁判ではMODチップが海賊版の流通に寄与しているとも主張された。

### 新生Lik Sang
判決の後、経営者が交代し、MODチップ販売から撤退した新生Lik Sangでは合法的なゲーム機や家電などの販売が中心となった。

### ソニーとの関係悪化
2005年、Lik Sangは再びソニーから訴えられた。Lik Sangがソニーのゲーム機PlayStation Portable（PSP）を発売済みの地域から輸入し未発売のイギリスに再輸出（イギリスの消費者から見れば並行輸入）したことを、ソニーは権利の侵害であるとした。日本で議論を呼んだレコード輸入権とよく似た問題である。もっとも、この場合、格安であるからと並行輸入品を求めたのではなく、PSPの欧州発売が遅れているために、待ち切れない熱心なファンが自己のリスクで個人輸入を行ったのであった。香港では並行輸出入は合法であり、欧州でも「輸入権」のようなものは存在しないため、ソニーの訴えは商標権の侵害などを名目とした。
ヨーロッパの消費者は、海外製品を楽しむ自由を制限するこうした動きを歓迎せず、批判が相次いだが、ソニーは利益を追求する一私企業にすぎず、欧州の子会社の権益を保護する行動は、技術的には何ら非難されるものではない。しかし、結果的にソニーは多くの顧客の支持を失った（rootkitの問題やノートパソコンの発火などソニーの不祥事や事故が重なり、ソニーへの信頼が揺らいでいた時期でもあった）。訴えられた Lik Sang 側がヒアリングに出席しなかったこともあり、2006年10月、イギリス高等法院の知財部（パテンツ・コート）は、被告の反論を聞くことなくソニー側の訴えをそのまま認める決定を下した。
翌日、Lik Sangはソニーの相次ぐ法的攻撃のため廃業を余儀なくされたと発表し、やや遠回しな表現でソニーを非難した。これに対して、ソニーは「Lik Sangの廃業はソニーのせいではない」と反論し、Lik Sangの非難を「負け惜しみ」であると述べた。

## リファレンス
1. ↑  “KK Sony Computer Entertainment & Anor v Pacific Game Technology (Holding) Ltd [2006] EWHC 2509 (Pat) (18 October 2006)”. 2008年5月10日閲覧。
2. ↑  “Important Notice: Lik-Sang.com Out of Business due to Multiple Sony Lawsuits”. 2008年5月10日閲覧。
3. ↑  “Sony denies responsibility for closure of Lik-Sang”. 2008年5月10日閲覧。